# Anopheles chodukini
Anopheles chodukini är en tvåvingeart som beskrevs av Friedrich Wilhelm Martini 1929. Anopheles chodukini ingår i släktet Anopheles och familjen stickmyggor. Inga underarter finns listade i Catalogue of Life.